# Wang Xiaoning
Wang Xiaoning  est un ingénieur chinois dissident né à  Shenyang dans la province chinoise du Liaoning. Il a été arrêté par les autorités de la République populaire de Chine pour avoir publié des documents  pro-démocratiques en ligne en utilisant son compte Yahoo!. En septembre 2003, il est condamné à dix ans de prison, il est libéré en août 2012.

## Biographie
Wang Xiaoning  est l'auteur de journaux en ligne diffusés par courriel, prônant une ouverture démocratique de la Chine, il a été arrêté, le 1er septembre 2002. Le 12 septembre 2003 il est condamné à dix ans de prison et deux ans de privation de ses droits civiques, pour « incitation à la subversion du pouvoir de l’État ».
Wang Xiaoning et sa femme ont déposé une plainte devant une cour californienne contre Yahoo! et ses filiales chinoises. Ils accusent cette société d’avoir donné des informations aux autorités chinoises afin que celles-ci puissent les identifier. De plus, la plainte, soutenue par la World Organization for Human Rights USA, évoque les bénéfices que Yahoo aurait retiré de sa coopération avec le régime chinois. Michael Callahan, un des responsables de la société, indique que celle-ci n'avait pas connaissance du « délit » reproché à Wang Xiaoning et indique : « ne pas se soumettre en Chine aurait exposé Yahoo! à des charges criminelles. En fait, les compagnies américaines doivent faire face à un dilemme : se conformer à la loi chinoise ou partir ». Après avoir tenté sans succès de se soustraire à un  procès, Yahoo! a réglé à l'amiable le différend et versait une indemnité financière non divulguée.
Il a été libéré de la prison n ° 2 de Pékin en août 2012, emmené à un poste de police local  il lui a été indiqué qu'il ne devait pas parler aux médias, ne pas participer à des manifestations et ne pas faire de déclarations, et qu'il serait suivi de près. Sa femme, Yu Ling, a déclaré dans une interview téléphonique : « Ce n'était pas une condition de sa libération, mais on lui a dit de suivre ces règles ».